# گورستان تیخوین
گورستان تیخوین (روسی: Тихвинское кладбище) گورستانی در اکساندر نوسکی لاورا در سن پترزبورگ روسیه است.این گورستان در سال ۱۸۲۳ میلادی تأسیس شد.

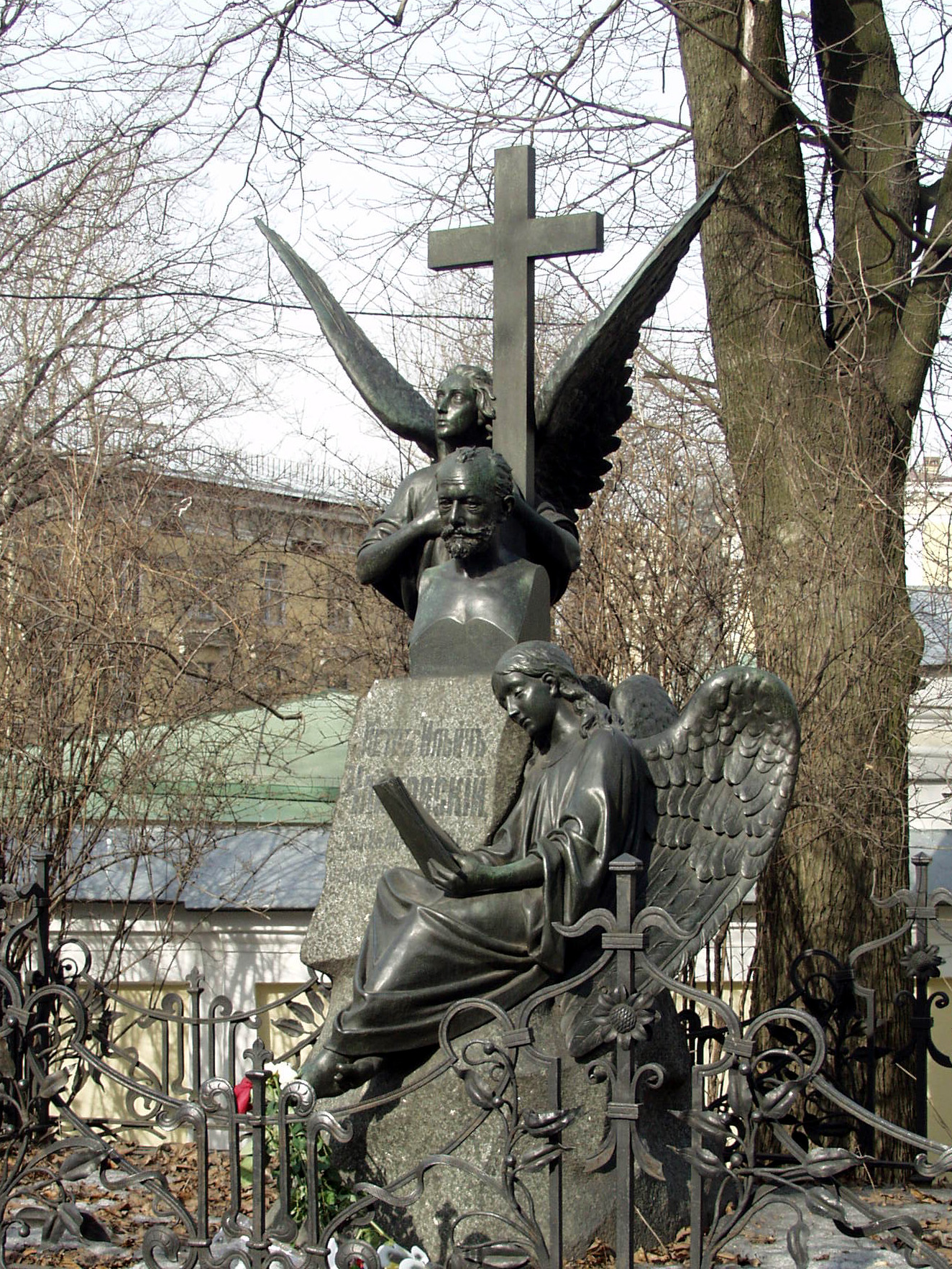
قبر پیوتر ایلیچ چایکوفسکی.

برخی افراد مشهور مدفون‌شده در این گورستان عبارتند از:
- میلی بالاکیرف آهنگ‌ساز
- الکساندر برودین آهنگ‌ساز
- سزار کوئی آهنگ‌ساز
- الکساندر گلازونف آهنگ‌ساز
- میخائیل گلینکا آهنگ‌ساز
- مودست موسورگسکی آهنگ‌ساز
- نیکولای ریمسکی-کورساکف آهنگ‌ساز
- آنتون روبینشتاین آهنگ‌ساز
- پیوتر ایلیچ چایکوفسکی آهنگ‌ساز
- فیودور داستایفسکی نویسنده
- لئونارد اویلر ریاضی‌دان
- ماریوس پتیپا استاد و طراح رقص و بالرین
- آرخیپ کویندژی نقاش
- والرین مددوف شاهزاده ارمنی‌تبار و سپهبد ارتش امپراتوری روسیه